# Allopachria komareki
Allopachria komareki är en skalbaggsart som beskrevs av Wewalka 2010. Allopachria komareki ingår i släktet Allopachria och familjen dykare. Inga underarter finns listade i Catalogue of Life.